# 10021 Хенья
10021 Хенья (10021 Henja) — астероїд головного поясу, відкритий 22 серпня 1979 року.
Тіссеранів параметр щодо Юпітера — 3,513.